# 아마추어 축구 연합

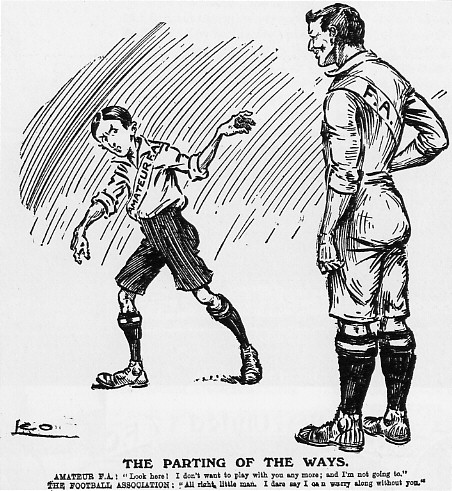
아마추어 정신의 한 장면

아마추어 축구 연합(Amateur Football Alliance)은 잉글랜드의 카운티 축구 협회이다. 아마추어 축구 연합은 다른 카운티 FA와 다르게 특정 지역을 연고로 하지 않는다. 이 아마추어 축구 연합은 1907년에 아마추어 축구 수비 재단(Amateur Football Defence Foundation)이라는 이름으로 창설되었고, 잉글랜드 축구 협회가 모든 카운티 축구 협회에 프로클럽팀의 참가 허용을 요청하자 곧 아마추어 축구 협회(Amateur Football Association)으로 명칭을 바꾸었다. 이 기구의 목적은 상위 레벨의 축구에서 아마추어 정신이 쇠퇴하는 것 때문에, 원래의 아마추어 정신을 보호하고 유지하는 것이다. 아마추어 리그의 기술과 경쟁력에 자부심을 가지고 있고, 페어플레이와 상대팀 및 경기 임원진에 대한 존중을 전통으로 삼고 있다. 많은 리그에서 경기가 끝나고 각 클럽팀은 상대편 및 심판진에게 클럽하우스나 술집에서 음식과 음료를 제공하여야 한다는 지역 규칙이 아직도 남아있다.
현재의 AFA 클럽 가운데 세팀이 이전에 FA컵 우승 경력이 있다: 현재 아서리언 리그(Arthurian League)에서 플레이하고 있는 올드 이트니언스 (1879년, 1882년 우승) 와 올드 카르투지언스 (1881년), 그리고 현재는 없어진 클래펌 로버스 (1880년) 가 우승 기록을 가지고 있다. 이전의 아마추어 축구 연합 회원으로는 입스위치 타운, 바넷, 캠브리지 시티, 캐주얼스, 코린티안이 있다.
FIFA의 회장이기도 했었던 스탠리 루스 경 또한 아마추어 축구 연합의 회장이었다.
아마추어 축구 연합 집행부는 런던에 위치해 있으며, 런던을 연고로 여기고 있다. 그러나 아마추어 축구 연합에 소속된 클럽들은 전국에 퍼져 있다.